# 松山金嶺
松山 金嶺（まつやま きんれい、1900年5月17日 - 1953年12月20日）は日本プロビリヤード連盟(JPBF)所属のプロビリヤード選手。大正から昭和にかけて活躍し、撞球技名人と呼ばれた。日本にスリークッションを広めたパイオニアとして知られ、「日本スリークッションの父」と称される。本名は為俊。ビリヤード松山開業者。

## 来歴・人物
京都府に生まれる。幼少の頃に父を亡くし、東京都在住の伯父のもとに預けられたことがきっかけでビリヤードに触れる。16歳でプロへ転身、国内大会で好成績を収める。仙台から徳島へ撞球の修行に出掛ける際には、撞球愛好家であった宮城県警察部長が徳島県知事に宛てた紹介状を書いたという逸話がある。
1920年11月、19歳のとき横浜港よりサンフランシスコへ向けて出発した。渡米するに当たり、英語では本名を発音するのは難しいだろうと考え、アメリカ国民に馴染みが深いマッキンレーの韻を踏んで名前を「松山金嶺」と改めた。キューを一旦捨て去るほどの苦労をしながら技術を磨き、1924年に全米ジュニア選手権で優勝、1934年に全米スリークッション選手権の連覇を狙うウェルカー・カクランを破って優勝した。
1936年にアメリカより帰国、それまで四つ球やボークライン(カードル)という競技が一般的だった日本国内でスリークッションを広め、全日本スリークッション選手権の実現に尽力した。全日本スリークッション選手権は翌1938年に第1回大会が開催されたが松山はこれに優勝。第2回大会では11戦全勝という完封勝利を収め、以後第4回まで優勝を果たして4連覇という成績を残した。帰国後に松山が上梓した「松山金嶺の撞球」は、スリークッションプレイヤー達の指導書・バイブルとして長年に渡って親しまれていく。
1951年、東京では初めてのビリヤード場となる「ビリヤード松山」を世田谷区下北沢に開業する。松山のビリヤードに対する姿勢は厳しいもので、ビリヤード場は子供の遊び場ではないという考えを持っており、息子の秀正に対しては「ここから出なければ、球撞きを観ていてもよし」と店内の隅にチョークで円を描き、それを守らせた。また、ビリヤードを直接手ほどきすることもなかった。
1952年、世界スリークッション選手権に出場。準優勝となった。
1953年12月、ビリヤード松山の経営中に狭心症のため死去。松山は自著「松山金嶺の撞球」の内容に一部誤りがあることに気付いており、その改訂版を出版したかったという希望を持っていたが、遂にその希望は叶わなかった。しかし、後年になって水越申吾が小方浩也へ誤記の修正および改訂版の出版を依頼、1964年9月に再刊される運びとなった。水越申吾はこの半年後に死去。ビリヤード界への最後の貢献となった。
2001年11月、「松山金嶺メモリアル」と称されるチャンピオンズトーナメントが開催された。

## 主な成績
- 1924年
  - 全米ジュニア選手権 優勝
- 1934年
  - 全米スリークッション選手権 優勝
- 1938年
  - 第1回全日本スリークッション選手権 優勝
- 1939年
  - 第2回全日本スリークッション選手権 優勝(全勝優勝)
- 1940年
  - 第3回全日本スリークッション選手権 優勝
- 1941年
  - 第4回全日本スリークッション選手権 優勝
- 1952年
  - 世界スリークッション選手権 準優勝

## 著書
- 松山金嶺の撞球

## メディア出演

### 映画
- パレットナイフの殺人